# Ursapharm-Arena an der Kaiserlinde
Ursapharm-Arena an der Kaiserlinde – stadion piłkarski w Spiesen-Elversberg, w Niemczech. Został otwarty w 1983 roku. Może pomieścić 10 000 widzów. Swoje spotkania rozgrywają na nim piłkarze klubu SV 07 Elversberg.

## Historia
Obiekt domowy drużyny SV 07 Elversberg powstał w latach 1982–1983. Stadion wybudowano niedaleko poprzedniego obiektu klubu, który istniał od lat 20. XX wieku (dziś w jego miejscu znajdują się domy mieszkalne skupione wokół ulicy Willi-Neu-Ring). Początkowo był to jedynie skromny stadion z pojemnością szacowaną na 2000 widzów. W 1996 roku powiększono trybuny do pojemności 5000 widzów. W kolejnych latach dokonywano dalszych modernizacji, m.in. powstała zadaszona trybuna z 440 miejscami siedzącymi. W 2002 roku m.in. zwiększono pojemność stadionu do 7000 widzów i zainstalowano sztuczne oświetlenie. W latach 2013–2015 wybudowano nową trybunę główną od strony Lindenstraße, a stadion, w związku z umową sponsorską, przemianowano na Ursapharm-Arena an der Kaiserlinde (wcześniej był on znany jako Waldstadion Kaiserlinde). W 2020 roku oddano do użytku miejsca dla VIP-ów na trybunie głównej.
W sezonie 2013/2014 zespół gospodarzy występował w 3. lidze. Z powodu prowadzonych na stadionie prac, pierwszych pięć domowych spotkań klub rozegrał na Ludwigsparkstadionie w Saarbrücken, później powrócił jednak na swój obiekt. Na stadionie rozgrywane były także mecze niemieckich reprezentacji młodzieżowych.